# 니코 슐츠
니코 슐츠(독일어: Nico Schulz, 독일어 발음: [ˈniːko ˈʃʊlts], 1993년 4월 1일~)는 독일의 축구 선수로 포지션은 왼쪽 수비수이다. 현재 TFF 1. 리그의 MKE 앙카라귀쥐에서 활동하고 있다.

## 구단 경력
니코 슐츠는 2000년까지 BSC 레베르게 베를린에서 활동한 후 7살의 나이에 헤르타 BSC에 입단했다. 헤르타 유소년팀에서 뛸 당시 리버풀 FC의 스카우터로부터 관심을 받았으나 리버풀의 입단 제의를 거절했다. 그는 헤르타 유소년팀 소속으로 2009-10 시즌 U-19 DFB-포칼 결승전에 진출했으나 헤르타가 TSG 1899 호펜하임 유소년팀에 1대 2로 패배하며 U-19 포칼 준우승을 차지했다.
2010-11시즌의 프리시즌에 슐츠는 헤르타 1군 선수들과 함께 훈련을 받았고 2010년 8월 14일 헤르타가 SC 풀렌도르프에 2대 0으로 승리한 2010-11 시즌 DFB-포칼 1라운드에서 발레리 도모프치스키와 교체되어 경기장에 투입되며 헤르타 1군에 데뷔했다. 그는 2013년 3월 30일 헤르타가 VfL 보훔에 2대 0으로 승리한 2012-13 시즌 2. 분데스리가에서 헤르타 소속으로 첫 번째 득점을 기록했다.
2015년 8월 18일 슐츠는 보루시아 묀헨글라트바흐로 이적했고 묀헨글라트바흐와 4년 동안 유효한 계약을 체결했다. 그는 2년 뒤 2017년 TSG 1899 호펜하임으로 이적했고 호펜하임과 3년 계약을 체결했다.
2019년 5월 22일 슐츠는 율리안 브란트, 토르간 아자르와 함께 보루시아 도르트문트에 입단했다. 그는 에딘 테르지치 감독 아래에서 도르트문트 1군 경기에 나서지 못했고 2022년 9월 보루시아 도르트문트 II 소속으로 고 어헤드 이글스와의  친선 경기에만 출전했다. 이후 1년 뒤 2023년 7월 20일 그는 도르트문트와 상호 합의로 계약을 해지하며 도르트문트를 떠났다.
2024년 2월 EFL 챔피언십의 셰필드 웬즈데이 FC에서 개인훈련을 진행했고 다니 뢸 감독은 그를 영입하고 싶다는 의사를 표명했으나 계약은 성사되지 않았다. 2024년 늦여름 레기오날리가 노르도스트의 SV 바벨스베르크 03의 초청을 받아 1달 동안 구단에서 훈련을 받았으나 1달 뒤 바벨스베르크 경영진의 결정으로 초청 훈련은 취소되었다. 그는 9월 12일 MKE 앙카라귀쥐와 2년 계약을 체결하며 앙카라귀쥐에 입단했다.

## 국가대표팀 경력
슐츠는 독일의 연령별 축구 대표팀들을 거친 후 2018년 8월 29일 프랑스 축구 국가대표팀과의 2018-19년 UEFA 네이션스리그와 페루 축구 국가대표팀과의 친선 경기에 참가하는 독일 축구 국가대표팀 명단에 발탁되었다. 그는 독일 대표팀과 페루 대표팀과의 친선 경기에서 독일 대표팀 데뷔전을 가졌고 85분 데뷔골을 기록하며 대표팀의 2대 1 승리에 기여했다.

## 개인사
아버지가 이탈리아 이스키아섬 출신인 니코 슐츠는 독일 축구 국가대표팀 외에 이탈리아 축구 국가대표팀에 선발될 자격 또한 가지고 있었다. 동생 잔 루카 슐츠 또한 축구 선수이며 포지션은 미드필더이다.
2022년 8월, 슐츠의 전 여자친구가 2020년에 있었던 여러 건의 가정폭력으로 그를 고소했고 그는 폭행죄 혐의로 기소되어 2024년 2월 28일 법정에 출석했다. 그는 출석하기 전 여성에게 확인되지 않은 액수의 손해배상금을 지불했고 여성은 법정에서 진술을 거부했다. 법원은 슐츠에게 15만 유로를 5개의 자선 단체에 기부할 것과 3개월 내로 기부를 수행할 경우 진행 중인 기소가 취하될 것이라고 판결했다.

## 수상 내역
헤르타 BSC
- 2. 분데스리가: 2010-11

 보루시아 도르트문트
- DFB-포칼: 2020-21
- DFL-슈퍼컵: 2019

개인
- 키커 선정 분데스리가 시즌의 팀: 2017-18[20], 2018-19[21]